# کنستانتین بوتیکو
کنستانتین بوتیکو (انگلیسی: Konstantin Buteyko; ۲۷ ژانویهٔ ۱۹۲۳ – ۲ مهٔ ۲۰۰۳) پزشک اهل اتحاد جماهیر شوروی بود. وی بین سال‌های ۱۹۵۲ تا ۲۰۰۳ میلادی فعالیت می‌کرد. او به علت ابداع روش بوتیکو برای درمان آسم و دیگر اختلالات تنفسی شناخته می‌شود.